# أوتو سايتس
أوتو سايتس (بالألمانية: Otto Seitz) هو أستاذ جامعي ورسام ألماني، ولد في 3 سبتمبر 1846 في ميونخ في ألمانيا، وتوفي بنفس المكان في 13 مارس 1912.